# Mota del Marqués
Mota del Marqués é um município da Espanha na província de Valladolid, comunidade autónoma de Castela e Leão, de área 31,47 km² com população de 423 habitantes (2007) e densidade populacional de 13,50 hab/km².

## Demografia
| Variação demográfica do município entre 1991 e 2004 | Variação demográfica do município entre 1991 e 2004 | Variação demográfica do município entre 1991 e 2004 | Variação demográfica do município entre 1991 e 2004 |
| --------------------------------------------------- | --------------------------------------------------- | --------------------------------------------------- | --------------------------------------------------- |
| 1991                                                | 1996                                                | 2001                                                | 2004                                                |
| 501                                                 | 462                                                 | 449                                                 | 425                                                 |